# Kassina
Kassina – rodzaj płazów bezogonowych z podrodziny Kassininae w obrębie rodziny sitówkowatych (Hyperoliidae).

## Zasięg występowania
Rodzaj obejmuje gatunki występujące w Czarnej Afryce.

## Systematyka
Rodzaj zdefiniował w 1853 roku francuski ichtiolog i herpetolog Charles Frédéric Girard w artykule poświęconym opisowi nowych gatunków gadów i płazów, odłowionych przez United States Exploring Expedition pod dowództwem kpt. Charlesa Wilkesa, opublikowanym w czasopiśmie Proceedings of the Academy of Natural Sciences of Philadelphia. Gatunkiem typowym jest (oznaczenie monotypowe) biegówka senegalska (C. senegalensis). Wcześniejsza nazwa – Eremiophilus – którą ukuł w 1843 roku austriacki przyrodnik Leopold Fitzinger, została w 1985 roku uznana za nieważną na mocy uprawnień Międzynarodowej Komisji Nomenklatury Zoologicznej w celu zachowania nazwy Kassina i umieszczona w „Oficjalnym Indeksie Odrzuconych i Nieprawidłowych Nazw Rodzajowych w Zoologii”; w 1968 roku nazwa Kassina została umieszczona w „Oficjalnym Indeksie Nazw Rodzajowych w Zoologii”.

### Etymologia
- Eremiophilus: gr. ερημια erēmia ‘pustynia’[8]; φιλος philos „miłośnik”, od φιλεω phileō ‘miłośnik’, od φιλεω phileō ‘kochać’[9]. Gatunek typowy (oryginalne oznaczenie): Cystignathus senegalensis A.M.C. Duméril & Bibron, 1841.
- Kassina (Cassina): John Cassin (1813–1869), amerykański ornitolog, litograf, współwłaściciel Bowen & Co., firmy litograficznej w Filadelfii[1][10].
- Cassiniopsis: rodzaj Cassina Cope, 1864; gr. οψις opsis „wygląd”[5]. Gatunek typowy (oryginalne oznaczenie): Cassiniopsis kuvangensis Monard, 1937.

### Podział systematyczny
Do rodzaju należą następujące gatunki:
- Kassina arboricola Perret, 1985
- Kassina cassinoides (Boulenger, 1903)
- Kassina cochranae (Loveridge, 1941)
- Kassina decorata (Angel, 1940)
- Kassina fusca Schiøtz, 1967
- Kassina jozani Msuya, Howell & Channing, 2007
- Kassina kuvangensis (Monard, 1937)
- Kassina lamottei Schiøtz, 1967
- Kassina maculifer (Ahl, 1924)
- Kassina maculosa (Sternfeld, 1917)
- Kassina mertensi Laurent, 1952
- Kassina schioetzi Rödel, Grafe, Rudolf & Ernst, 2002
- Kassina senegalensis (Duméril & Bibron, 1841) – biegówka senegalska[11]
- Kassina somalica Scortecci, 1932
- Kassina wazae Amiet, 2007